# ديفيد هاريسون (فنان تشكيلي)
ديفيد هاريسون (بالإنجليزية: David Harrison)‏ هو فنان تشكيلي بريطاني، ولد في 1954 في لندن في المملكة المتحدة.